# Tofteryds distrikt
Tofteryds distrikt är ett distrikt i Vaggeryds kommun och Jönköpings län. 
Distriktet ligger i och omkring Skillingaryd. 

## Tidigare administrativ tillhörighet
Distriktet inrättades 2016 och utgörs av socknen Tofteryd samt området som Skillingaryds köping omfattade till 1971.
Området motsvarar den omfattning Tofteryds församling hade vid årsskiftet 1999/2000.